# Anse de Toiny
Anse de Toiny (Engels: Toiny Beach) is een langgerekt strand in het zuidoosten van Saint-Barthélemy. Het bevindt zich ongeveer 5 km ten oosten van de hoofdstad Gustavia. Het strand is populair bij surfers vanwege de hoge golven, maar zwemmen wordt afgeraden vanwege de sterke stroming die zwemmers naar de open zee trekt.
De natuur in de buurt van Anse de Toiny is ruig en ongerept met uitzondering van villa's die verspreid in de natuur liggen. Het strand loopt van een hotel tot een houten datsja die bewoond werd door Roedolf Noerejev. Voorbij de datsja zijn wandelpaden uitgezet over de heuvel van de landtong. De uiterste punt van de landtong is Point de Toiny waar zich de onderwaterrots Caye in Florence bevindt. De rots is vernoemd naar de zeilster Florence Arthaud wier boot de rots raakte en zonk.
Anse de Colombier · Anse de Gouverneur · Anse de Grande Saline · Anse de Toiny · Plage de Saint-Jean · Shell Beach